# Crystal Glacier
Crystal Glacier är en glaciär i Antarktis. Den ligger i Sydshetlandsöarna. Argentina, Chile och Storbritannien gör anspråk på området. Crystal Glacier ligger 301 meter över havet.
Terrängen runt Crystal Glacier är huvudsakligen kuperad, men åt nordväst är den platt. Havet är nära Crystal Glacier åt nordost. Trakten är obefolkad. Det finns inga samhällen i närheten. 